# تيموثي دراموند
تيموثي دراموند (بالإنجليزية: Timothy Drummond) هو لاعب هوكي الحقل جنوب أفريقي، ولد في 5 مارس 1988.

## وصلات خارجية
- تيموثي دراموند على موقع الاتحاد الدولي للهوكي (الإنجليزية)
- تيموثي دراموند على موقع اللجنة الأولمبية الدولية (الإنجليزية)
- تيموثي دراموند على موقع أوليمبيديا (الإنجليزية)
- تيموثي دراموند على موقع اتحاد ألعاب الكومنولث (مؤرشف) (الإنجليزية)
- تيموثي دراموند على موقع اتحاد ألعاب الكومنولث (مؤرشف) (الإنجليزية)